# Großsteingrab Valthe-Valtherveld
Das Großsteingrab Valthe-Valtherveld war eine megalithische Grabanlage der jungsteinzeitlichen Westgruppe der Trichterbecherkultur bei Valthe, einem Ortsteil von Borger-Odoorn in der niederländischen Provinz Drenthe. Das bereits weitgehend zerstörte Grab wurde 1954 abgetragen und seine Steine zur Rekonstruktion des Großsteingrabes „De Papeloze Kerk“ (D49) in Schoonoord verwendet. Das Grab trägt die van-Giffen-Nummer D33.

## Lage
Das Grab befand sich westlich von Valthe, direkt an der Grenze zu Odoorn am Hunebedweg und nur 150 m nördlich des noch erhaltenen Großsteingrabes Valthe-West (D34). In der näheren Umgebung gibt es zahlreiche weitere Großsteingräber. 880 m südsüdöstlich befindet sich das Großsteingrab Valthe-Zuidwest (D35), 1,9 km östlich die beiden Großsteingräber bei Valthe-Oost (D36 und D37), 2,4 km nordwestlich das Großsteingrab Odoorn (D32) und 2,8 km nördlich das Großsteingrab Exloo-Zuid (D31). Auch mehrere zerstörte Gräber sind aus dieser Gegend bekannt. 900 m nordnordwestlich lag das Großsteingrab Odoorn-Noorderveld 2 (D32d), 2,1 km nordnordwestlich das Großsteingrab Odoorn-Noorderveld 1 (D32c), 2,4 km westnordwestlich das Großsteingrab Odoorn-Westeres (D32a) und 2,8 km südsüdöstlich das Großsteingrab Weerdinge (D37a). 550 m nordnordwestlich befindet sich zudem der größte Grabhügel in Drenthe, der Eppiesbergje.

## Forschungsgeschichte

### 19. Jahrhundert
Leonhardt Johannes Friedrich Janssen, Kurator der Sammlung niederländischer Altertümer im Rijksmuseum van Oudheden in Leiden, besuchte 1847 einen Großteil der noch erhaltenen Großsteingräber der Niederlande, darunter auch das Grab von Valthe-Valtherveld, und publizierte im folgenden Jahr das erste Überblickswerk mit Baubeschreibungen und schematischen Plänen der Gräber. Janssens Nachfolger Willem Pleyte unternahm 1874 zusammen mit dem Fotografen Jan Goedeljee eine Reise durch Drenthe und ließ dort erstmals alle Großsteingräber systematisch fotografieren. Auf Grundlage dieser Fotos fertigte er Lithografien an. Conrad Leemans, Direktor des Rijksmuseums, unternahm 1877 unabhängig von Pleyte eine Reise nach Drenthe. Jan Ernst Henric Hooft van Iddekinge, der zuvor schon mit Pleyte dort gewesen war, fertigte für Leemans Pläne der Großsteingräber an. Leemans’ Bericht blieb allerdings unpubliziert. 1878 erfolgte eine Untersuchung durch William Collings Lukis und Henry Dryden, die auf Anregung von Augustus Wollaston Franks die Provinz Drenthe bereisten und dabei sehr genaue Grundriss- und Schnittzeichnungen von 40 Großsteingräbern anfertigten. Die dabei gemachten Funde befinden sich heute im British Museum.

### 20. und 21. Jahrhundert
Zwischen 1904 und 1906 dokumentierte der Mediziner und Amateurarchäologe Willem Johannes de Wilde alle noch erhaltenen Großsteingräber der Niederlande durch genaue Pläne, Fotografien und ausführliche Baubeschreibungen. Seine Aufzeichnungen zum Grab von Valthe-Valtherveld sind allerdings verloren gegangen. 1918 dokumentierte Albert Egges van Giffen die Anlage für seinen Atlas der niederländischen Großsteingräber. Im Dezember 1954 räumte van Giffen die Steine des Grabes beiseite und führte an den Resten der Grabkammer eine archäologische Grabung durch. Anschließend wurden die Steine im März 1956 vom Pionierbataillon der Niederländischen Armee nach Schoonoord transportiert, um bei der Restaurierung des dortigen Großsteingrabes „De Papeloze Kerk“ Verwendung zu finden.

## Beschreibung
Bei der Anlage handelte es sich vermutlich um ein südost-nordwestlich orientiertes Ganggrab. Die Grabkammer hatte eine Länge zwischen 7 m und 7,5 m. Ihr genaues Aussehen ließ sich aufgrund der starken Zerstörung nicht mehr rekonstruieren. Van Giffen konnte 1918 neun Steine feststellen (auf der Grundrisszeichnung sind allerdings nur acht angegeben). 1954 verzeichnete er hingegen elf Steine. Seine Grabung erbrachte nur wenige Funde.